# Anthony Forestier
Anthony Forestier, né le 14 avril 1976 à Limoges, est un réalisateur de télévision français.

## Biographie
Anthony Forestier naît le 14 avril 1976 à Limoges. Son père, Daniel, était le président du club de basket de Feytiat, ville où il passe une majeure partie de sa jeunesse.
Il effectue un BTS audiovisuel option montage à Angoulême puis une formation de réalisateur à l'Institut national de l'audiovisuel (INA).
Il a travaillé à France 3 Limousin et dans d'autres antennes régionales de France 3.
Il commence à réaliser des courses de cyclisme avec le Tro Bro Leon et le Tour de Bretagne.
Sur les Tour de France 2018 et 2019, Anthony Forestier est aux côtés de Jean-Maurice Ooghe, réalisateur du Tour de France depuis 1997,.
En 2020, Anthony Forestier succède à Jean-Maurice Ooghe et devient le réalisateur du Tour de France,.

## Vie privée
Il est père de deux enfants.

## Réalisations

### Événements sportifs
- Tour de France[1]
- Paris-Roubaix[4]
- Critérium du Dauphiné[3]
- Vendée Globe[1]
- Route du Rhum[1]
- Transat Jacques-Vabre[1]
- Coupe de France de cyclisme[3]
- Grand Prix de Denain[5]
- Tro Bro Leon[1]
- Tour de Bretagne[1]
- Roland-Garros[1]

### Émissions télévisées
- La roue de la fortune
- Stade 2[1]
- Complément d'enquête[1]
- Capital[1]
- Culturebox, l'émission[1]